# Kostiantyn Tyszczenko
Kostiantyn Mykołajowycz Tyszczenko (ukr. Костянтин Миколайович Тищенко; ur. 31 lipca 1941 w Głuchowie, zm. 23 lipca 2023 w Kijowie) – ukraiński językoznawca, pedagog, poliglota.
Absolwent filologii francuskiej oraz językoznawstwa matematycznego na Uniwersytecie Kijowskim, gdzie w 1969 obronił doktorat, a w 1992 uzyskał habilitację. Współzałożyciel Alliance française de Kiev (1990-1995), założyciel i pierwszy prezydent Società Dante Alighieri di Kyiv (1994, od 2002 prezydent honorowy), założyciel i pierwszy kierownik Katedry Bliskiego Wschodu na Uniwersytecie Kijowskim (1992-2000, jako wykładowca języka perskiego), współzałożyciel Wydziału Studiów Wschodnich tamże (1995), założyciel i dyrektor pierwszego na świecie Muzeum Lingwistycznego itd. 
Autor blisko 200 prac z zakresu metateorii językoznawstwa, znakowej teorii języka, morfologii i lingwistyki, pedagogiki lingwistycznej, językoznawstwa romańskiego oraz wschodniego, a także cykli artykułów z zakresu germanistyki, slawistyki, celtologii, baskologii, filologii fińskiej, bałkanistyki i ałtaistyki. Wykładowca kilkudziesięciu języków różnosystemowych.

## Odznaczenia i nagrody
- nagroda American Council of Learned Societies (1999),
- order "Al merito della Repubblica Italiana" (Order Zasługi Republiki Włoskiej, 2003),
- order "Suomen Valkoisen Ruusun ritarikunta" (fiński rycerski Order Białej Róży І stopnia, 2005),
- Zasłużony pracownik edukacji Ukrainy (2008),
- ukraiński order "За заслуги" III stopnia (2010)

## Najnowsze publikacje naukowe
- Etnojęzykowe dzieje pradawnej Ukrainy ("Етномовна історія прадавньої України", Kijów, 2008),
- Obcojęzyczne toponimy Ukrainy. Etymologiczny słownik-podręcznik ("Іншомовні топоніми України. Етимологічний словник-посібник", Kijów, 2010),
- Kalifat i Siwera: toponimiczny ślad na Ukrainie ("Халіфат і сівера: топонімічний слід в Україні", Kijów, 2011),
- Perska satrapia na Dnieprze: konteksty toponimiczne ("Перська сатрапія на Дніпрі: топонімічні контексти", Kijów, 2012).
- Kostiantyn Tyszczenko, Po co językoznawstwu metateoria? [w:] Medytacje filozoficzne, pod red. Mateusza Falkowskiego i Antona Marczyńskiego, Fundacja na Rzecz Myślenia im. Barbary Skargi, Warszawa, 2015.